# Songs from the Sparkle Lounge
| 전문가 평가   | 전문가 평가 |
| 평가 점수     | 평가 점수   |
| 출처          | 점수        |
| ------------- | ----------- |
| Allmusic      | 3/별        |
| Rolling Stone | 2.5/별      |
| Kerrang!      | 4/별        |
| Classic Rock  | 7/별        |
| NOW           | 3/별        |
| Mojo          | 3/별        |

《Songs from the Sparkle Lounge》는 영국의 하드 록 밴드 데프 레퍼드의 열 번째 스튜디오 음반이다. 2008년 4월 25일, 유럽에서, 4월 29일, 북미에서 발매되었다.

## 배경
록라인 라디오 인터뷰에서, 두 밴드 멤버인 조 엘리엇과 비비언 캠벨은 그들의 최근 스튜디오 음반의 제목이 《Songs from the Sparkle Lounge》일 것이라고 언급하면서, "누군가가 더 나은 이름을 생각해 낼 때까지 이것은 발매 즉시 마지막 타이틀이 될 것이다"라고 말했다. 그들은 또한 이전 데프 레퍼드 음반 프로듀서 로버트 존 "머트" 랭이 음반을 위한 몇 곡과 관련되어 있을 가능성을 언급했지만, 결국 스케줄 갈등으로 인해 이러한 협업이 가능하지 않은 것으로 판명되었다. 하지만 조 엘리엇은 밴드와 랭이 앞으로도 몇 곡을 함께 작업할 계획이라고 밝혔다.
《빌보드》와의 인터뷰에서 조 엘리엇은 음반 제목이 밴드가 새로운 소재를 작업할 공연의 백스테이지 튜닝 룸을 언급한다고 말했다. "그것은 미니 (드럼) 키트, 미니 앰프, 녹음기, 반짝이는 조명이었다." 비비언 캠벨은 또한 《골드마인》의 기사에서 "스파클 라운지"의 기원에 대해 언급하면서, 그 방은 브레인스토밍과 "작은 크리스마스 불빛, 작은 요정 불빛" 둘 다로 가득 차 있었다고 언급했다. 엘리엇은 또한 그들이 음반 발매 전에 유튜브와 같은 웹사이트에 곡들이 나타나는 것을 원하지 않기 때문에 그들은 어떠한 미리보기도 하지 않을 것이라고 말했다.
밴드의 멤버들은 이 음반의 트랙들이 《High 'n' Dry》의 프로듀싱 스타일과 《Hysteria》 스타일로 쓰여졌다고 묘사했다. 이 음반의 첫 번째 싱글인 〈Nine Lives〉에는 컨트리 가수 팀 맥그로가 참여한다. 이 곡은 캐나다 록 차트 38위, 빌보드 헤리티지 록 차트 12위에 올랐다.
조 엘리엇은 밴드의 공식 사이트에서 이 음반의 컨셉은 "70년대 초반의 AC/DC"와 더 비슷하고 레드 제플린의 노래 〈Rock and Roll〉과 매우 유사하다고 말했다.
트랙 리스트에 있는 곡들 중 하나인 〈Give It Away〉의 제목이 〈Gotta Let It Go〉로 바뀌었다.
2008년 4월 25일, 데프 레퍼드의 음반사는 음반에 수록된 모든 곡의 티저로 웹사이트를 열었다.
이 음반은 발매 첫 주에 약 55,000장이 팔리면서 빌보드 200에서 5위로 데뷔했다.  이 음반은 지금까지 이 밴드의 가장 짧은 음반이다.

## 반응
《Songs from the Sparkle Lounge》는 엇갈린 평가를 받았다. 주류 비평가들의 리뷰에 100점 만점에 정규화된 평점을 부여하는 메타크리틱에서 이 음반은 8개의 리뷰를 바탕으로 47점을 받았다. About.com의 알룬 윌리엄스는 이 음반에 별 5개 중 4.5개를 주면서 "이 음반은 순식간에 거대한 훅, 큰 코러스, 그리고 멋진 연출이다!"라고 말했다. 올뮤직의 스티븐 토마스 얼와인은 이 음반을 5점 만점에 3점으로 평가하면서 "타이트하고 통일된 프로듀싱"을 칭찬했고 《X》보다 향상된 것으로 간주했지만, 이 음반은 "즉각적인 사운드와 이해하기 어려운 후크를 가지고 있어 약간의 방해를 받았다"고 느꼈다.

## 곡 목록
| #   | 제목                             | 작사·작곡                          | 재생 시간 |
| --- | -------------------------------- | ---------------------------------- | --------- |
| 1.  | 〈Go〉                           | 필 콜린, 조 엘리엇                 | 3:21      |
| 2.  | 〈Nine Lives (Feat. 팀 맥그로)〉 | 콜린, 엘리엇, 팀 맥그로, 릭 새비지 | 3:32      |
| 3.  | 〈C'mon C'mon〉                  | 새비지                             | 4:09      |
| 4.  | 〈Love〉                         | 새비지                             | 4:17      |
| 5.  | 〈Tomorrow〉                     | 콜린                               | 3:35      |
| 6.  | 〈Cruise Control〉               | 비비언 캠벨                        | 3:03      |
| 7.  | 〈Hallucinate〉                  | 콜린                               | 3:17      |
| 8.  | 〈Only the Good Die Young〉      | 캠벨                               | 3:34      |
| 9.  | 〈Bad Actress〉                  | 엘리엇                             | 3:03      |
| 10. | 〈Come Undone〉                  | 엘리엇                             | 3:32      |
| 11. | 〈Gotta Let It Go〉              | 캠벨                               | 3:55      |